# هرمان ميخيا
هرمان ميخيا (بالإنجليزية: Hermann Mejia) هو فنان قصص مصورة ورسام توضيحي ورسام كارتون أمريكي، ولد في 1973 في كاراكاس في فنزويلا.

## وصلات خارجية
- الموقع الرسمي